# 朱钦相
朱欽相（1577年—？年），字懋忠，號貫江，又號如容，江西撫州府臨川縣人，明朝政治人物。

## 生平
萬曆二十八年（1600年）庚子科順天鄉試四十名舉人，萬曆三十八年（1610年）庚戌科會試三十三名，第三甲第六十六名進士。工部观政，初授浙江嘉興府平湖縣知縣，丁母憂，四十四年丙辰補廣東南海縣知縣。天啓元年（1621年）擢拜吏科给事中，升户科都给事中。天启初年，侯震旸論客氏，钦相抗疏繼之，熹宗怒，放归。後被重新啟用為太僕寺少卿。天啟五年（1625年），出任福建巡撫，任內討伐海賊蔡三、鍾六等有功。不久，因忤逆魏忠賢而被除名。《明史》有傳。

## 家族
曾祖朱源正；祖朱伯鶚；父朱邦喜，戊子舉人、浙江嘉興府同知、進階大中大夫；母吳氏（贈孺人）；前母童氏。永感下，妻聶氏（封孺人）。兄欽聘；欽詔（庠生）；欽聰，弟欽睿（庠生）；欽選（庠生）。子斯繩（庠生）；斯純（庠生）。